# Dubstep
Dubstep je glazbeni žanr koji je nastao u južnom Londonu, u Engleskoj. Nastao je kasnih 90-ih godina prošlog stoljeća po uzoru na dub, techno, regaee, drum and bass (bubanj i bass), jungle, broken beat[breakbeat?] i 2-step garage. Glazba općenito sadrži rijetke, sinkopirane bubnjeve i udaraljke s basovima koji sadrže istaknute sub-bass frekvencije.
Najranija dubstep izdanja datiraju iz 1998., a obično su prikazani kao B-strane na kazetama 2-step garage-a. Te su pjesme bile tamnije, više eksperimentalne, s manjim naglaskom na vokal, i pokušavali su inkorporirati elemente breakbeat-a i drum and bass-a u 2-step.
Danas je dubstep jedna od najpoznatijih podvrsta elektroničke glazbe.